# 游紹安
游紹安，字学周，号心水。福建福清人，清朝政治人物、進士出身。

## 生平
雍正元年（1723年）癸卯恩科进士，二甲第五十三名，官至南安府知府。他曾經於乾隆十一年（1746年）在侯官乌石山般若台旁提議修建“宋先贤游氏宗祠”。乾隆十七年（1752年），在闽县嘉崇里独山麓创建“玉融社学”。他的作品有《涵有堂诗文集》。